# Ocrepeira serrallesi
Ocrepeira serrallesi is een spinnensoort in de taxonomische indeling van de wielwebspinnen (Araneidae).
Het dier behoort tot het geslacht Ocrepeira. De wetenschappelijke naam van de soort werd voor het eerst geldig gepubliceerd in 1947 door Elizabeth Bangs Bryant.